# Fey László
Fey László (Marosvásárhely, 1925. szeptember 5. – Kolozsvár, 2014. június 23.) magyar pedagógus, pedagógiai szakíró.

## Életútja
Középiskolát szülővárosában végzett, tanári képesítést a Bolyai Tudományegyetem kémia karán szerzett. A Móricz Zsigmond Kollégium tagja volt. 1949-től 1957-ig egyetemi beosztásban, utána középiskolában tanított. Pedagógiai és módszertani cikkeit a Tanügyi Újság, A Hét, Korunk, Ifjúmunkás, Era Socialistă, Revista de Pedagogie s más folyóiratok közölték. Tanulmánnyal szerepelt a Viața Școlii (1973) és a Școala și elevii (1974) című gyűjteményes kiadványokban. A Hét tudományterjesztő pályázata során Berde Áron-díjban részesült (1975).
1989 után részt vett a romániai magyar köz- és politikai életben, cikkei főleg a kolozsvári Szabadságban és a Bukarestben kiadott Romániai Magyar Szóban jelentek meg.